# 西光寺 (阿南市)
西光寺（さいこうじ）は、徳島県阿南市那賀川町赤池にある真言宗大覚寺派の寺院。山号は己心山。本尊は不動明王。阿波公方の菩提寺として有名。

## 歴史
足利義冬（義維）が細川持隆（氏之）に伴われ、阿波に来た折に一時逗留した。その後、平島館に遷った。足利（源）義冬の来住は天文3年（1534年）ともいわれる。
足利義稙、足利義栄の室町幕府二代の公方、足利義冬以下阿波公方である足利義助、足利義景、足利義辰、足利義武、足利義宣の5人とその縁者の墓21基を持つ。足利義根の阿波退去の折には、義根に寺請証文を出している。その後、徳島藩より、阿波公方歴代の墓守料五十石を寄付されている。
1942年（昭和17年）に火災が発生し、本堂の焼失などがあったが、仁王門などは現存している。仁王門の左右には金剛力士立像2躯存在する。参道から境内に向かって、右に阿形像、左に吽型像が安置されている。像高は6尺余り。
明治元年にも、火災が発生している。それまでは、伽藍を持つなど規模の大きな寺であった。平等院の号は、昭和17年の火災の焼け残りから出てきた資料からで、そもそもどういう理由で、いつからその名前だったのかは、不明である。
本寺には旧国宝（現行法の重要文化財に相当）の木造阿弥陀如来像があったが、1942年の火災で焼失した。また阿波の古学者である高橋赤水の墓がある。

## 交通
- JR牟岐線「阿波中島駅」より徒歩で約5分。